# Ushant
Ushant település Franciaországban, Finistère megyében. Lakosainak száma 854 fő (2022. január 1.).

## Népesség
A település népessége az elmúlt években az alábbi módon változott:
| Lakosok száma | 1814 | 1221 | 1062 | 857  | 877  | 846  | 835  | 833  | 832  | 854  |
|               | 1968 | 1982 | 1990 | 2006 | 2013 | 2015 | 2017 | 2019 | 2020 | 2022 |